# Kitoj
Kitoj (ros. Китой, bur. Хути) rzeka w azjatyckiej części Rosji, lewy dopływ Angary. Początek bierze w Sajanie Wschodnim, następnie płynie przez terytorium Buriacji i obwodu irkuckiego, gdzie powyżej Angarska wpada do Angary.
Zamarza w drugiej połowie października, a taje na przełomie kwietnia i maja. 